# کورت‌قلعه (چیلدیر)
کورت‌قلعه (به ترکی استانبولی: Kurtkale) یک منطقهٔ مسکونی در ترکیه است که در چیلدیر واقع شده‌است.